# Constituição Francesa de 1815
A Constituição Francesa de 1815, assinada em 22 de abril de 1815, foi a constituição francesa elaborada por Benjamin Constant a pedido de Napoleão I quando ele voltou do exílio em Elba. Mais corretamente conhecido como "Ato Adicional às Constituições do Império", o documento alterou amplamente (na verdade, substituindo virtualmente) as anteriores Constituições Napoleônicas (Constituição do Ano VIII, Constituição do Ano X e Constituição do Ano XII).

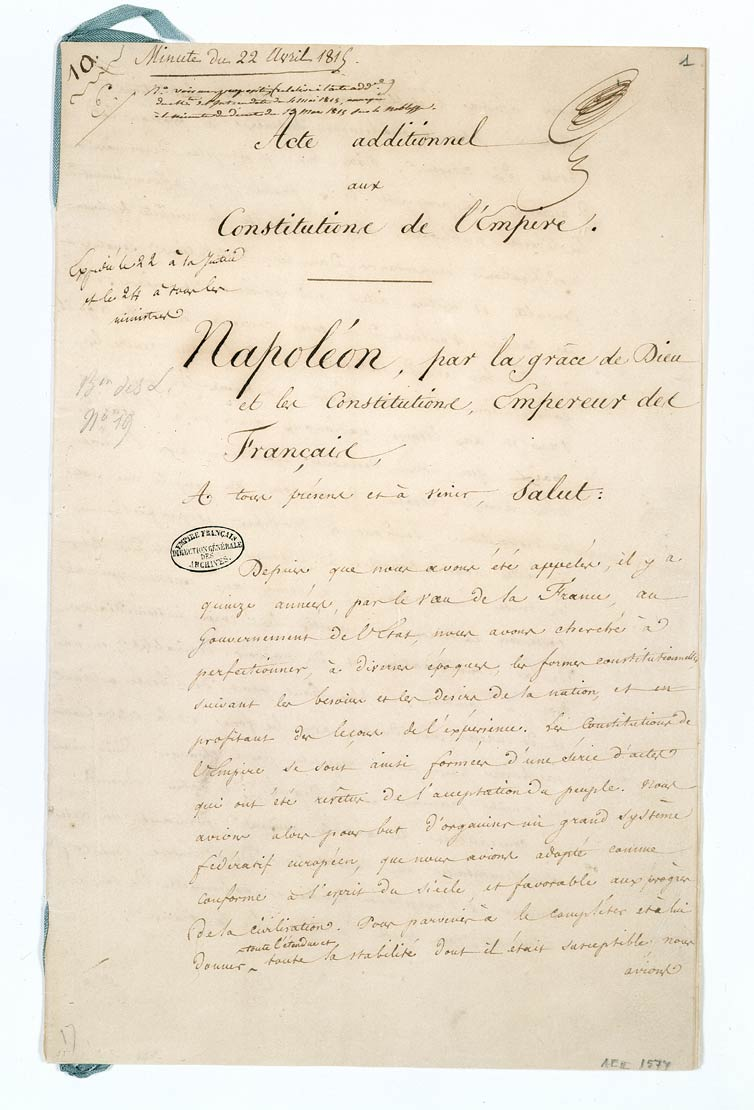
Original da Constituição Francesa de 1815.

O Ato Adicional reformulou a constituição napoleônica em algo mais parecido com a Constituição de Restauração Bourbon de 1814 de Luís XVIII, enquanto ignorava a existência da carta dos Bourbon. Era muito liberal em espírito e deu ao povo francês direitos que antes eram desconhecidos para eles, como o direito de eleger o prefeito em comunas com menos de 5 000 habitantes. Napoleão o tratou como uma mera continuação das constituições anteriores e, portanto, assumiu a forma de um ato legislativo ordinário "adicional às constituições do Império".

## Preparação
Napoleão, tendo retornado da Ilha de Elba para os Cem Dias, não foi capaz de restabelecer o Primeiro Império como era antes de sua restauração. Ele pediu ao liberal Benjamin Constant que preparasse uma nova Constituição. Foi adotado por um plebiscito em 1º de junho de 1815 por uma imensa maioria dos cinco milhões de eleitores, embora um grande número de eleitores elegíveis se abstivesse. Foi promulgado na cerimônia no Champ de Mars. A rápida queda de Napoleão impediu que ela fosse totalmente aplicada.

## Princípios

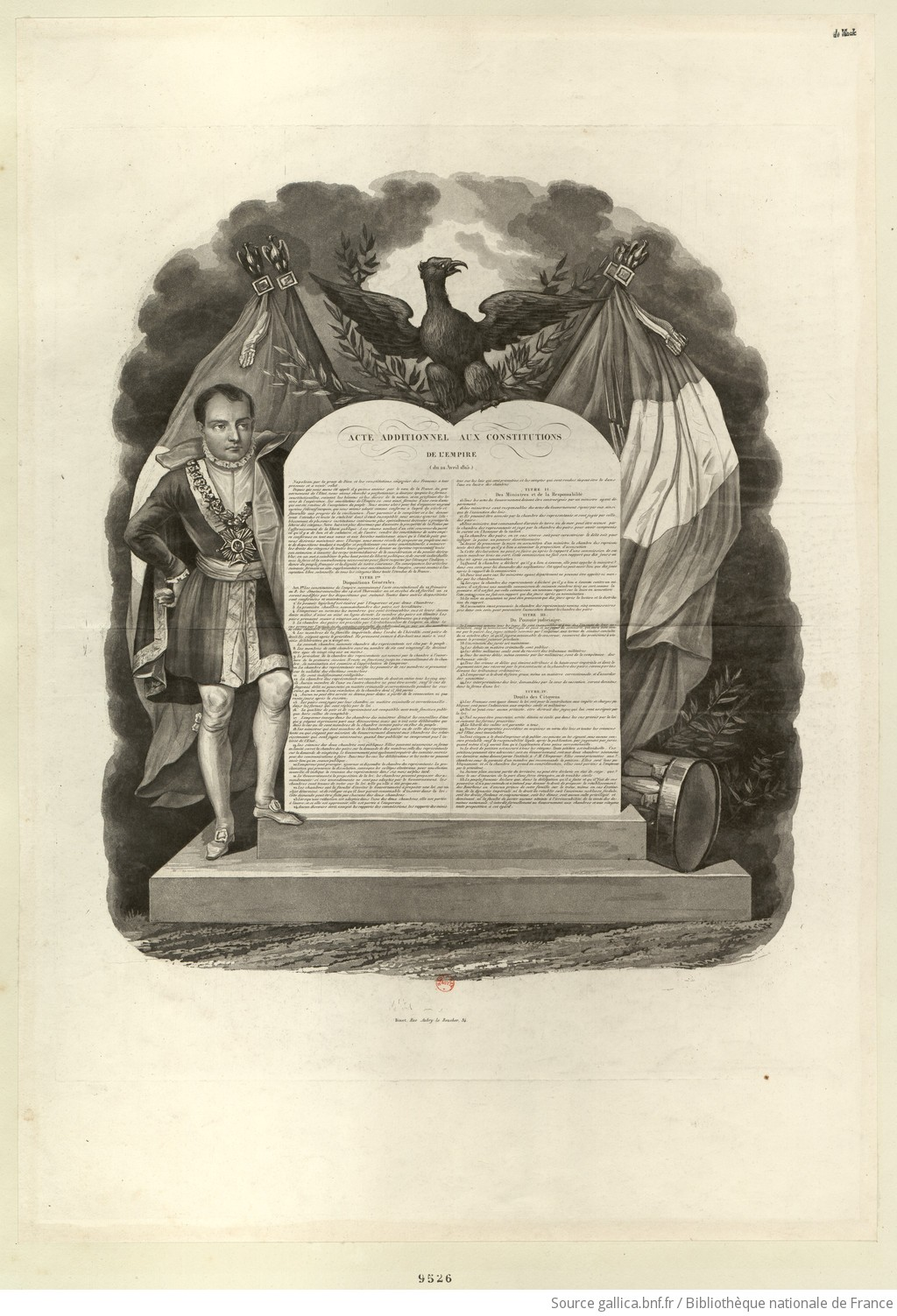
Alegoria do "Ato Adicional à Constituição Francesa de 1815, em que se vê as figuras de Napoleão Bonaparte e da Águia Imperial Francesa.

O poder legislativo passaria a ser exercido pelo Imperador juntamente com o Parlamento, que seria composto por duas câmaras: a Câmara dos Pares composta por membros hereditários nomeados pelo Imperador, e a Câmara dos Representantes, composta por 629 cidadãos eleitos por 5 mandatos anuais por colégios eleitorais nos departamentos individuais. Os ministros deveriam ser responsáveis perante o Parlamento por suas ações. A liberalização tratou tanto da garantia de direitos quanto do fim da censura. No final, as duas câmaras mantiveram sessões por apenas um mês, de 3 de junho a 7 de julho de 1815.